# Дмитро Стрєлковський
Дмитро Стрєлковський (нар. 3 березня 1995, Тирана, Албанія) — український футболіст, нападник нижчолігового кіпріотського клубу «Аматос Айос Тіхонас».

## Життєпис
Про початок кар'єри в Україні дані відсутні. На початку січня 2017 року вільним агентом перейшов до кіпрського клубу «АЕЗ Закакіу». У складі нової команди дебютував 29 січня 2017 року в нічийному (1:1) виїзному поєдинку 21-го туру Першого дивізіону Кіпру проти АЕКа (Ларнака). Денис вийшов на поле на 65-й хвилині, замінивши Аймілоса Панайоту. У команді провів півроку, за цей час у Першому дивізіоні зіграв 5 матчів, ще 2 поєдинки відіграв у кубку Кіпру. На початку липня 2017 року залишив клуб.
З 2017 по 2018 року виступав за нижчоліговий клуб «Іпсонас», за який провів 25 матчів. З 2018 року захищає кольори «Аматоса Айоса Тіхонаса».